# Pierre Bachelet
Pierre Bachelet (Parigi, 25 maggio 1944 – Suresnes, 15 febbraio 2005) è stato un cantautore e compositore francese.

## Biografia
Nato a Parigi, trascorse l'infanzia a Calais, dove la famiglia si era trasferita per motivi lavorativi, e dopo il liceo ritornò nella capitale francese dove si iscrisse alla Scuola di Cinema, iniziando successivamente a lavorare nel settore documentaristico e pubblicitario. Appassionato di composizione fin da giovanissimo, si avvicinò alla carriera di compositore professionista attraverso alcune colonne sonore per programmi televisivi e documentari, in particolare mettendosi in evidenza come autore delle musiche del varietà Dim, Dam, Dom del canale ORTF.
Il suo primo grande successo fu la colonna sonora del film Emmanuelle, che vendette oltre un milione di copie, e che ne fece un compositore molto richiesto, portandolo a lavorare tra gli altri con Jean-Jacques Annaud, Patrice Leconte, Jean Becker e Walerian Borowczyk.
Attivo come cantautore fin dal 1974, ottenne i maggiori riscontri in questa veste solo nel decennio successivo, grazie all'incontro con il paroliere Jean-Pierre Lang, con cui compose brani di grande successo quali Les Corons, Elle est d'ailleurs e L'An 2001. A partire dal 1982 tenne un'intensa attività live in patria e all'estero, esibendosi per nove volte all'Olympia e riscuotendo particolare successo in Belgio e Canada. Esordì come autore di testi nel 1998, per due brani dell'album Un Homme Simple. Nonostante alla fine del decennio gli fosse stato diagnosticato un tumore, continuò fino a pochi mesi dalla morte a comporre e a tenere concerti. Il suo ultimo album uscì postumo nel 2008, mentre nel 2015, in occasione del decennale della scomparsa, fu omaggiato dall'album Nous l'Avons Tant Aimé, in cui artisti illustri tra cui Gilbert Montagné, Philippe Lavil, Didier Barbelivien, Enrico Macias e Gérard Lenorman reinterpretavano alcuni dei suoi brani più significativi.

## Discografia

### Album in studio
- 1975: L'Atlantique
- 1980: Elle est d'ailleurs
- 1982: Les Corons
- 1983: Découvrir l'Amérique
- 1985: Marionnettiste
- 1985: En l'an 2001
- 1987: Vingt ans
- 1989: Quelque part... c'est toujours ailleurs
- 1992: Les Lolas
- 1995: La ville ainsi soit-il
- 1998: Un homme simple
- 2001: Une autre lumière
- 2003: Tu ne nous quittes pas (Bachelet chante Brel)
- 2008: Essaye (postumo)

### Album live
- 1983: Un soir... Une scène
- 1986: Olympia 86
- 1988: Tu es là au rendez-vous
- 1991: La Scène
- 2005: 30 ans

## Colonne sonore
- Il grande bordello (Quelques messieurs trop tranquilles), regia di Georges Lautner (1973)
- Emmanuelle, regia di Just Jaeckin (1974)
- Maître Pygmalion, regia di Hélène Durand et Jacques Nahum (1975)
- Histoire d'O, regia di Just Jaeckin (1975)
- Bianco e nero a colori (La Victoire en chantant), regia di Jean-Jacques Annaud (1976)
- Monsieur Sade, regia di Jacques Robin (1977)
- Un uomo in premio (Le Dernier Amant romantique), regia di Just Jaeckin (1978)
- Il sostituto (Coup de tête), regia di Jean-Jacques Annaud (1979)
- Collections privées, regia di Just Jaeckin (1979)
- Les Bronzés font du ski, regia di Patrice Leconte (1979)
- Desideri porno (Sex with the Stars), regia di Anwar Kawadri (1980)
- La Cassure, regia di Ramón Muñoz (1981)
- Ça va pas être triste , regia di Pierre Sisser (1983)
- Un homme à ma taille , regia di Annette Carducci (1983)
- Capitaine X... , regia di Bruno Gantillon (1983)
- Gwendoline, regia di Just Jaeckin (1984)
- Emmanuelle 5, regia di Walerian Borowczyk (1986)
- Les Contes sauvages, regia di Gérald Calderon et Jean-Charles Cuttoli (1992)
- Emmanuelle 7 (Emmanuelle au 7ème ciel), regia di Francis Leroi (1993)
- I ragazzi del Marais (Les Enfants du marais), regia di Jean Becker (1999)
- Omicidio in paradiso (Un crime au paradis), regia di Jean Becker (2001)